# Kotor Varoš
Kotor Varoš (en serbio cirílico: Котор Варош) es una ciudad y municipio de Bosnia y Herzegovina, situada en la República Srpska, y que pertenece administrativamente a la región de Banja Luka.

## Geografía
Kotor Varoš se encuentra ubicada en el centro-oeste de Bosnia y Herzegovina, en una zona de montañas de baja elevación y en el valle formado por el río Vrbas, que atraviesa la ciudad, y próxima a la ciudad de Banja Luka, capital de la República Srpska, de la que la separan 38 km.

## Historia
La primera mención documentada de la ciudad se remonta al s. X, cuando se llamaba simplemente Kotor. Varoš fue añadido posteriormente, y significa ciudad en húngaro, por lo que muchas otras ciudades llevan añadido este topónimo. La ciudad tiene una gran importancia histórica para los serbios, croatas y bosnios.
Durante la guerra de Bosnia numerosos edificios y lugares religiosos y culturales fueron destruidos por diversos grupos armados, como la iglesia (edificio) de origen croata que hubo en el centro de la ciudad. También se produjo una notable destrucción en la zona de Čarsija, al sur del municipio, donde prácticamente todas las casas fueron destruidas. Las zonas de la ciudad dominadas por los serbobosnios durante todo el conflicto apenas fueron afectadas. También es importante señalar que la proximidad de Kotor Varoš a Banja Luka afectó a los porcentajes demográficos de población de la ciudad tras la guerra.
Con la progresiva normalización del país, las minorías croata y bosnia han aumentado en número y la ciudad está experimentando una lenta pero constante recuperación económica.

## Demografía

### 1910
De acuerdo con el censo de 1910, la mayoría absoluta de la población del municipio eran cristianos ortodoxos (63.44 %).

### 1971
Total: 32.832 habitantes:
- Serbios - 15.255 (46,46 %)
- Croatas - 8863 (26,99 %)
- Musulmanes - 8366 (25,48 %)
- Yugoslavos - 176 (0,53 %)
- Otros - 172 (0,54 %)

### 1991
En 1991, había 36.670 habitantes en el municipio, incluyendo:
- 13.986 serbios (38,14 %) (Ver: Serbobosnios)
- 11.161 musulmanes de nacionalidad (30,44 %) (Ver: Musulmanes (nacionalidad))
- 10.640 croatas (29,02 %) (Ver: Bosniocroatas)
- 707 yugoslavos (1,93 %) (Ver: Yugoslavos)
- 176 otros (0,48 %)

La ciudad de Kotor Varoš tenía 10.828 residentes, y los croatas eran relativa mayoría. La población incluía:
- 48 % croatas (5191)
- 25 % serbios  (2727)
- 21 % Musulmanes de nacionalidad (2255)
- 5 % yugoslavos (538)
- 1 % otros (117)[2]

### 2006
En 2006, la mayoría de habitantes del municipio era de etnia serbia.

## Patrimonio
La ciudad cuenta con un gran monumento a los partisanos locales que murieron durante los combates contra las fuerzas nazis alemanas y croatas, durante la Segunda Guerra Mundial.

## Ciudades hermanadas
- Kranj, Eslovenia
- Herceg Novi, Montenegro
- Kraljevo, Serbia